# 1997 YL1
1997 YL1 är en asteroid i huvudbältet som upptäcktes den 18 december 1997 av Beijing Schmidt CCD Asteroid Program vid Xinglong-observatoriet.
Asteroiden har en diameter på ungefär 3 kilometer och den tillhör asteroidgruppen Vesta.